# Лондон-Ватерлоо (станція)
51°30′11″ пн. ш. 0°06′48″ зх. д. / 51.5031° пн. ш. 0.1132° зх. д.
Станція Ватерлоо (англ. Waterloo Station) — тупикова станція Лондонського залізничного вузла мережі National Rail, розташована у районі Ватерлоо лондонського боро Ламбет.  Станція є кінцевим пунктом South Western main line що прямує до/з Веймута через Саутгемптон, West of England main line що прямує до/з Ексетеру через Солсбері, the Portsmouth Direct line що прямує до/з Портсмута та Острову Вайт, і декілька приміських потягів що курсують до західного і південно-західного Лондона, Суррей, Гемпшир і Беркшир.
Станція належить до 1-ї тарифної зони. В 2017 році пасажирообіг станції становив  94.355 млн осіб. Найменовано на честь битви при Ватерлоо 1815 року проти Наполеона, яка відбулася рівно за два роки до церемонії відкриття мосту
Комплекс станцій Ватерлоо має у своєму складі чотири взаємосполучені частини, а саме: власне станція Ватерлоо, метростанція, станція Ватерлоо-Іст та колишній вокзал Eurostar Ватерлоо-Міжнародний. 
Центральний вокзал Ватерлоо був відкритий 11 липня 1848 року у складі London and South Western Railway (L & SWR). Початкова назва — Ватерлоо-брідж, по розташованому поруч мосту Ватерлоо. В 1886 році назва була змінена на Ватерлоо з метою адаптації до загального користування. Був повністю перебудований в 1900—1922. До листопада 2007 року (рік введення в дію нового терміналу на вокзалі Сент-Панкрас) був кінцевою станцією маршруту Eurostar — звідси відправлялися потяги до Франції та Бельгії. 

## Пересадки
Пересадки на автобуси маршрутів: 1, 4, 26, 59, 68, 171, 172, 176, 188, 507, 521, RV1

## Станція Лондонського метрополітену Ватерлоо
Через станцію Ватерлоо проходять 4 лінії метрополітену: Джубилі, Північна, Бейкерлоо, Ватерлоо-енд-Сіті. Для лінії "Ватерлоо & Сіті" це кінцева зупинка. За нею знаходиться підземне депо лінії.
| Попередня станція | Лінія | Лінія                                    | Лінія | Наступна станція |
| ----------------- | ----- | ---------------------------------------- | ----- | ---------------- |
| Ембанкмент        |       | Лондонське метро Лінія Бейкерлоо         |       | Ламбет-Норт      |
| Вестмінстер       |       | Лондонське метро Лінія Джубилі           |       | Саутерк          |
| Ембанкмент        |       | Лондонське метро Північна лінія          |       | Кеннінгтон       |
| Кінцева           |       | Лондонське метро Лінія Ватерлоо-енд-Сіті |       | Бенк/Моньюмент   |

## Галерея

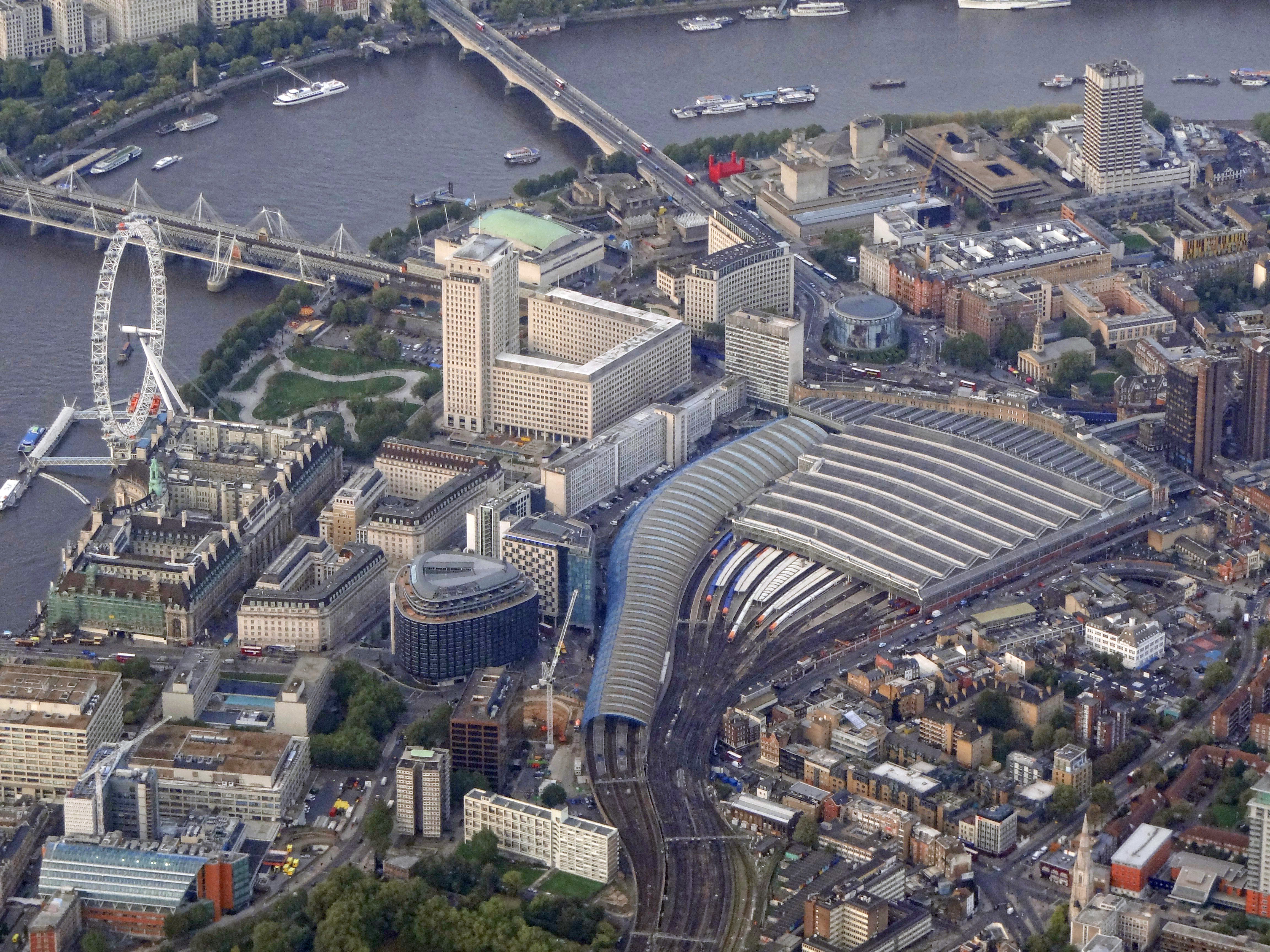
Краєвид з висоти пташиного польоту з півдня, видно станція Ватерлоо, мости  Ватерлоо та Гангерфорд, Лондонське око
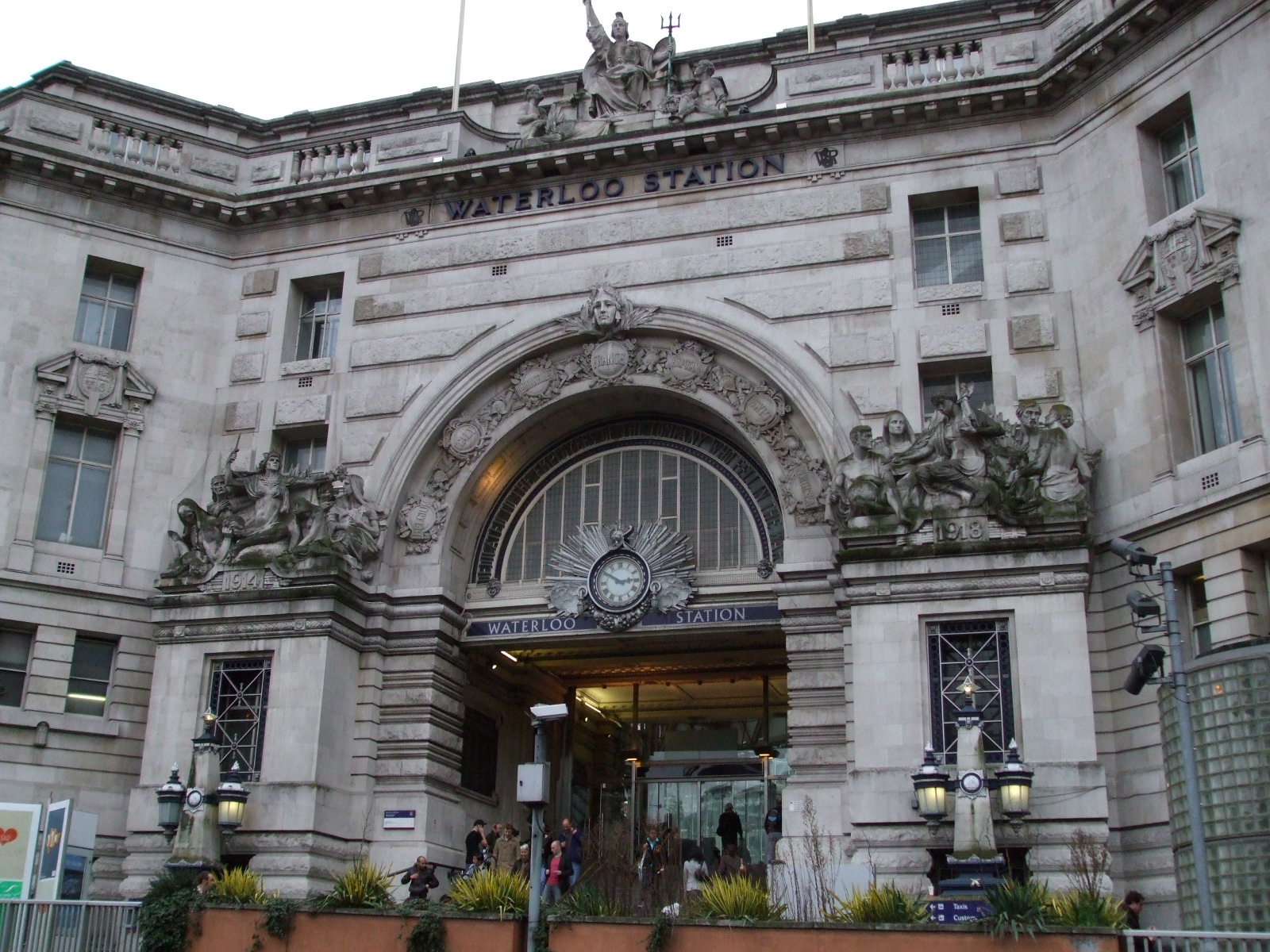
Головний вхід вокзалу